# Smrk (dãy núi Moravian-Silesian Beskids)
Smrk là khối núi và đồng thời cũng là tên của một ngọn núi trong dãy Moravian-Silesian Beskids ở Cộng hòa Séc. Smrk là đỉnh núi cao thứ hai của dãy Beskids (sau Lysá hora) với độ cao lên tới 1.276m. Sườn phía Bắc của ngọn núi có độ dốc cao, xung quanh là các vùng đất thấp và bị ngăn cách với các phần còn lại của dãy núi bởi thung lũng sông Ostravice (ở phía Đông) và Čeladenka (ở phía Tây).
Tên ngọn núi có nghĩa là vân sam, nhưng trên thực tế núi Smrk được bao phủ hầu hết bởi đa dạng các loại gỗ thân lớn. Trong đó chủ yếu là rừng dẻ gai châu Âu, Abies alba và vân sam Na Uy. Smrk là dãy núi rộng lớn, tài nguyên gỗ đa dạng và khối lượng khổng lồ, tuy nhiên ngày nay nó không còn giữ được môi trường nguyên thủy và đã nhiều lần đứng trước nguy cơ bị phá hủy dưới bàn tay con người. Điển hình trong cuộc cách mạng công nghiệp vào thế kỷ 18 và 19, khi nhiều xưởng sản xuất đồ sắt được thành lập ở khu vực dưới núi (chủ yếu ở thị trấn Frýdlant nad Ostravicí) thì nhu cầu về củi đốt là rất cao. Ngay lập tức các khu rừng nguyên thủy bị chặt phá và được thay thế bằng các đồn điền vân sam Na Uy. Những khu rừng này bị hư hại nặng nề do sự bùng nổ công nghiệp từ vùng Ostrava. Ngoài ra, Smrk còn khó có khả năng phục hồi vì các giống vân sam trồng ở đó không phải là giống cây bản địa nên không thích nghi và phát triển tốt với khí hậu địa phương. Vì vậy, khi mọi người quan sát Smrk từ phía Bắc sẽ nhìn thấy một ngọn núi thưa thớt cây cối. Tuy nhiên các sườn núi khác không bị thiệt hại nặng nề như sườn Bắc mà vẫn còn rừng bao phủ với tỉ lệ khá cao. Đặc biệt ở thung lũng sông Čeladenka đến nay đã có rất nhiều cây sồi được bảo tồn hoặc trồng mới.
Bên cạnh các khu rừng vân sam, một số khu vực khó quan sát thấy của Smrk được che phủ hầu hết bới các cây thông núi (Pinus mugo, không phải là giống cây bản địa). Trên đỉnh Little Spruce của dãy Smrk người ta còn xây dựng các đài tưởng niệm John Lennon và Jan Palach.
Ngày nay, Smrk thuộc Khu bảo tồn cảnh quan Beskydy (tiếng Séc: Chráněná krajinná oblast Beskydy). Đỉnh của Smrl là khu vực được bảo vệ tốt nhất trong khu bảo tồn. Ngoài ra, ở đây con người còn xây dựng một khu bảo tồn khác là Smrk và Malý Smrk (tiếng Séc: Přírodní rezervace Malý Smrk). Hai khu bảo tồn trên được cho là những cảnh quan được bảo tồn tốt nhất và có giá trị nhất của Cộng hòa Séc.